# کالج کالامازو
کالج کالامازو (به انگلیسی: Kalamazoo College) یک منطقهٔ مسکونی در ایالات متحده آمریکا است که در میشیگان واقع شده‌است.